# The news from Spain
The news from Spain is een single van Al Stewart. Het is afkomstig van zijn album Orange. The news from Spain werd uitgebracht in het verlengde van het album Zero she flies. Het heeft ten opzichte van dat album echter een afwijkende muziekproducent in Gus Dudgeon en waarschijnlijk een afwijkende plaats van opname.
The news from Spain gaat over een stelletje, waarvan de vrouw op vakantie gaat naar Spanje, aldaar een nieuwe vriend krijgt. Ze laat dat weten, haar vriend vertrekt vervolgens ook halsoverkop naar Spanje, maar komt te laat. De vriend komt verlaten weer thuis.
De B-kant Elvaston Place verscheen niet op een regulier album. Het werd later meegeperst op heruitgaven van Orange. Het lied gaat over een plaats waar Stewart heeft gewoond in Kensington.
De single verkocht net als het album onvoldoende om de hitparades te halen.